# Hrabovec
Hrabovec (ungarisch Rabóc – bis 1907 Hrabóc) ist eine Gemeinde im Osten der Slowakei mit 496 Einwohnern (Stand 31. Dezember 2024). Sie gehört zum Okres Bardejov, einem Kreis des Prešovský kraj, und wird zur traditionellen Landschaft Šariš gezählt.

## Geographie
Die Gemeinde befindet sich in den Niederen Beskiden, noch genauer im Bergland Ondavská vrchovina, im Tal der Topľa. Das Ortszentrum liegt auf einer Höhe von 231 m n.m. und ist neun Kilometer von Bardejov entfernt (Straßenentfernung).
Nachbargemeinden sind Beloveža im Nordwesten und Norden, Hažlín und Brezovka im Nordosten, Poliakovce im Osten, Südosten und Süden, Vyšná Voľa im Südwesten und Komárov im Westen.

## Geschichte
Hrabovec wurde zum ersten Mal 1338 als Grabo schriftlich erwähnt. Weitere historische Bezeichnungen sind unter anderen Garbolch (1352), Hrabocz (1492), Hrabovecz (1773) und Hrabowec (1786). 1352 wurde der Ort, zusammen mit der Herrschaft von Kurima, Besitz des Geschlechts Cudar. 1427 wurden 30 Porta verzeichnet und das Dorf lag damals in der Herrschaft von Makovica. Im 17. Jahrhundert gab es hier Teiche und Bienenstöcke, 1634 eine Säge, 1641 eine Mühle und Gaststätte. Im 18. und 19. Jahrhundert war eine Papiermühle, im späten 19. Jahrhundert eine Streichholzfabrik in Betrieb.
1787 hatte die Ortschaft 35 Häuser und 236 Einwohner, 1828 zählte man 53 Häuser und 396 Einwohner, die als Viehhalter, Schweine- und Speckhändler beschäftigt waren. Während der Winterschlacht in den Karpaten in den ersten Monaten des Ersten Weltkriegs war das Gemeindegebiet Schauplatz von mehreren Gefechten zwischen den österreichisch-ungarischen und russischen Truppen.
Bis 1918 gehörte der im Komitat Sáros liegende Ort zum Königreich Ungarn und kam danach zur Tschechoslowakei beziehungsweise heute Slowakei. In der Zeit der ersten tschechoslowakischen Republik gab es mehrere Auswanderungswellen. Nach dem Zweiten Weltkrieg pendelte ein Teil der Einwohner zur Arbeit in Industriebetriebe in Bardejov und Košice, die Landwirte waren privat organisiert. 1953 verursachte ein Brand beträchtliche Schäden.

## Bevölkerung
| Jahr                | 1994 | 2004     | 2014    | 2024    |
| ------------------- | ---- | -------- | ------- | ------- |
| Anzahl der Personen | 451  | 502      | 527     | 496     |
| Unterschied         |      | +11,30 % | +4,98 % | −5,88 % |

| Jahr                | 2023 | 2024    |
| ------------------- | ---- | ------- |
| Anzahl der Personen | 495  | 496     |
| Unterschied         |      | +0,20 % |

Nach der Volkszählung 2011 wohnten in Hrabovec 514 Einwohner, davon 484 Slowaken, 11 Russinen und vier Tschechen. Zwei Einwohner gaben eine andere Ethnie an und 13 Einwohner machten keine Angabe zur Ethnie.
470 Einwohner bekannten sich zur römisch-katholischen Kirche, 19 Einwohner zur griechisch-katholischen Kirche, fünf Einwohner zur orthodoxen Kirche und ein Einwohner zur Evangelischen Kirche A. B. Zwei Einwohner waren konfessionslos und bei 17 Einwohnern wurde die Konfession nicht ermittelt.

## Baudenkmäler
- römisch-katholische Josefskirche im Barockstil aus dem Jahr 1768[6]

## Verkehr
Durch Hrabovec führt die Cesta III. triedy 3533 („Straße 3. Ordnung“) von Bardejov (Anschluss an die Cesta I. triedy 77 („Straße 1. Ordnung“)) nach Kučín.